# Olympia von und zu Arco-Zinneberg
Olympia Bonaparte (celým jménem: Olympia Elena Maria; * 4. ledna 1988, Mnichov) je německá šlechtična, rozená hraběnka z Arco-Zinnebergu a provdaná princezna Bonapartová. Po své matce je členkou estenské linie habsbursko-lotrinské dynastie.

## Život
Narodila se 4. ledna 1988 v Mnichově jako dcera hraběte Ripranda von und zu Arco-Zinneberg a jeho manželky, arcivévodkyně Marie Beatrix Rakouské-d'Este.
Studovala na Yaleově univerzitě, kde získala titul z politologie. Během semestru studia v zahraničí se v Paříži seznámila s princem Jeanem-Christophem Napoléonem, s nímž se v květnu roku 2019 zasnoubila. Její zásnubní prsten zdobí diamant z tiáry poslední francouzské císařovny Evženie z Montijo, manželky císaře Napoleona III.
Dne 17. října 2019 na radnici v Neuilly-sur-Seine proběhl jejich civilní sňatek. Církevní sňatek proběhl o dva dny později v katedrále Saint-Louis v pařížské Invalidovně a obřad vedl biskup Antoine de Romanet a po něm následovala recepce na zámku ve Fontainebleau.
Úlohy svědků se zhostili belgická princezna Maria Laura (sestřenice nevěsty), princezna Maria Carolina Bourbonsko-Sicilská, Marc Noyer Maingard, hraběnka Céleste de la Rochefoucauld a Alexis Veljković. Družičkami nevěsty byli její sestry, hraběnky Anna Theresa von und zu Arco-Zinneberg, Margherita von und zu Arco-Zinneberg, Maximiliana von und zu Arco-Zinneberg, Marie-Gabrielle von und zu Arco-Zinneberg, Giorgiana von und zu Arco-Zinneberg a princezna Maria Chiara Bourbonsko-Sicilská.
Svatby se zúčastnili členové evropských panovnických a šlechtických rodin, např. lucemburský velkovévoda Jindřich I., dědičný velkovévoda Guillaume a jeho manželka velkovévodkyně Stéphanie, belgická princezna Marie Laura, řecký a dánský korunní princ Pavel a princezna Marie-Olympie, princ Félix Lucemburský a jeho manželka princezna Claire, princ Kristián Hannoverský a jeho manželka princezna Alessandra, princezna Beatrice z Yorku a její manžel Edoardo Mapelli Mozzi.

## Tituly a oslovení
- 4. ledna 1988 – 17. října 2019: Její Osvícenost hraběnka Olympia von und zu Arco-Zinneberg
- od 17. října 2019: Její císařská Výsost Olympia, princezna Napoléon